# Грејам Хенри
Сер Грејам Вилијам Хенри (енгл. Graham Henry; 8. јун 1946) бивши је рагбиста, а садашњи рагби тренер.
Родио се у Крајстчерчу, тренирао је крикет и рагби. Први озбиљнији тим који је тренирао био је Окленд рагби, са којим је освојио 4 титуле шампиона државе. Предводио је Блузсе из Окленда до 2 титуле супер рагбија. 1998., постао је најплаћенији рагби тренер на свету, изабран је за селектора Велса, а годишња плата му је била 250 000 британски фунти. Због добрих резултата са Велсом (11 победа за редом) изабран је за помоћног тренера британских и ирских лавова. 2004., изабран је за селектора репрезентацију Новог Зеланда, наследио је на том месту Џона Мичела. Под његовом тренерском палицом ол блекси су победили у 88 од 103 мечева. Са ол блексима освојио је 5 титула шампиона јужне хемисфере и титулу светског првака 2011., када је у финалу побеђена Француска. Провео је две године као помоћни тренер у репрезентацији Аргентине. Ожењен је и убраја се међу највеће рагби тренере свих времена.